# Mary Josephine Shelly
Mary Josephine Shelly (17 de febrero de 1902-5 de agosto de 1976)fue una administradora del Bennington College que dirigió la educación de la Marina de los Estados Unidos para las WAVES en la Segunda Guerra Mundial. Más tarde fue directora de Women in the Air Force en la Guerra de Corea.

## Primeros años y carrera
Mary Josephine "Mary Jo" Shelly nació de padres irlandeses-americanos el 17 de febrero de 1902, la menor de cuatro hermanos, en Grand Rapids, Michigan. En 1919, Shelly ingresó en la Escuela de Educación Física de Battle Creek, de John Harvey Kellogg, y se graduó en la primavera de 1922. Allí conoció a Martha Hill, que siguió siendo su amiga y colega durante toda su vida. Varios sospecharon un componente romántico a lo largo de su temprana relación.
De 1923 a 1924, Shelly enseñó en la Escuela Normal de Battle Creek. Shelly asistió a la Universidad de Oregón, donde empezó a enseñar educación física en 1924 y obtuvo su licenciatura en 1926. Volvió a la Universidad de Oregón para enseñar. Más tarde obtuvo un máster en el Teachers College de la Universidad de Columbia. Allí, junto con otras graduadas de Kellogg, Martha Hill y Edith Ballweber, se inscribió en el programa de Gertrude Colby en el requisito de educación física. En otoño de 1929, entró a formar parte del profesorado de la Escuela de Magisterio.En 1932, Shelly fue una de los diez profesores a tiempo completo contratados en el New College de Columbia, una escuela experimental dentro de la Teacher's College, donde supervisó cursos sobre el estudio de las comunicaciones y los estudios globales.
En 1933, Shelly fue invitada a enseñar danza y a desarrollar un instituto de danza de verano con Hill. Al verano siguiente, la Bennington School of Dance abrió como un "éxito inmediato", con Shelly como directora administrativa, haciendo frente a las "catástrofes" que iban surgiendo. El programa acogió a Martha Graham, Doris Humphrey, Charles Weidman, Hanya Holm y Jóse Limón. El riguroso programa se convirtió en "un importante centro de la danza moderna", y destacó especialmente por la enseñanza de numerosas técnicas y enfoques de la danza moderna centrados en el arte. Shelly volvió a ocupar este puesto en los veranos hasta 1941.
En 1935, Shelly fue nombrada profesora asociada de educación física y ayudante del decano de estudiantes en la Universidad de Chicago. Allí se convirtió en ayudante del decano de estudiantes y presidió el departamento femenino de educación física, dirigiendo el gimnasio Ida Noyes. Llevó su interés por la danza a la educación física. Shelly siguió pasando los veranos en Bennington, ayudando a Hill con el programa de verano. En 1939, Shelly ayudó a Hill a trasladar el programa de danza de verano de Bennington al Mills College de la Northeastern University, bajo la dirección de Rosalind Cassidy y Aurelia Henry Reinhardt.
En 1938, Shelly se incorporó al Bennington College como asistente educativa del presidente de la universidad, Robert Devore Leigh.En 1940, también se convirtió en directora administrativa de la escuela de artes.

## Carrera militar
En abril de 1942, Shelly hizo balance de los "recursos para el servicio nacional" de Bennington para la guerra. Gene Tunney, encargado de la formación de hombres en la Marina, se puso en contacto con Shelly y le pidió que se hiciera cargo de las mujeres. Aunque en un principio se negó, cuando él visitó Bennington en persona, ella aceptó. En septiembre de 1942, Shelly abandonó temporalmente el Bennington College para incorporarse a la Reserva Naval Femenina como teniente a cargo del entrenamiento físico y la instrucción. Fue una de las primeras tenientes comisionadas en WAVES. Rápidamente fue ascendida a Asistente de la Reserva Femenina de la Directora de Entrenamiento de la Armada, Mildred H. McAfee. En este puesto, consiguió que las escuelas WAVES pasaran de una a treinta y dos. Al final de la guerra, planificó y supervisó la desmovilización de 82.000 WAVES. El Secretario de Marina, James Forrestal, le concedió una Mención Secretarial en honor a su servicio.

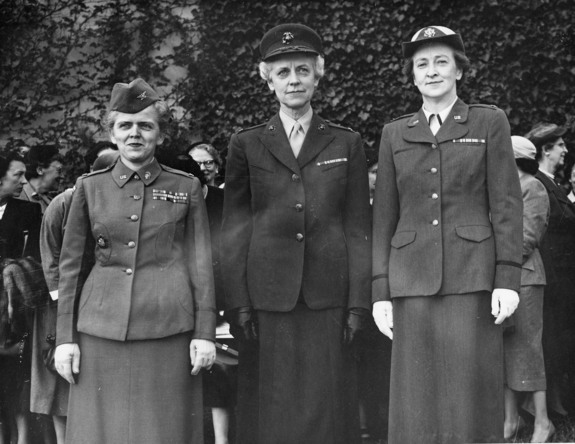
Foto de 1951 de las jefas de tres de los servicios de mujeres observando pasar sus unidades en la entrada del río del Pentágono. Shelly está a la derecha.

Shelly regresó a Bennington después de la guerra como directora de admisiones de la universidad, y volvió a la reserva militar como comandante. En la opinión pública, "se suponía que muchas mujeres fuertes eran lesbianas, y Mary Jo era orgullosamente una de ellas". En 1948, Shelly, que ahora mantenía una relación sentimental con un compañero de la WAVE, compró una casa de verano en Block Island.
Durante la Guerra de Corea, Estados Unidos se esforzaba por aumentar el reclutamiento de mujeres en el Ejército del Aire. En 1951, Shelly se reunió con la Subsecretaria de Defensa Anna Rosenberg, el Secretario de las Fuerzas Aéreas Thomas K. Finletter y el Jefe de Estado Mayor de las Fuerzas Aéreas Hoyt Vandenberg, quienes le pidieron que ocupara el puesto de Geraldine Pratt May como directora de Mujeres en las Fuerzas Aéreas (WAF). Aunque al principio se mostró reticente, finalmente aceptó y se incorporó al Ejército del Aire como coronel.
Shelly heredó los problemas con los que May había luchado, incluidos los problemas con los uniformes femeninos, que no estaban construidos a la medida de las mujeres, y las viviendas deficientes. También se enfrentó a una moral baja debido a que las mujeres civiles hacían los mismos trabajos, pero con ropa más atractiva y puestos menos restrictivos. La WAF también tuvo que hacer frente a una baja tasa de educación, ya que el 29% de las reclutas carecían de un diploma de secundaria, y a una alta tasa de deserción. En 1952, Jeanne M. Holm informó a Shelly de que la WAF corría el riesgo de reducirse hasta desaparecer. En respuesta a esto, Shelly trabajó para hacer que la WAF fuera más elitista, eliminando las cuotas y aumentando la puntuación mínima del Examen de Calificación de las Fuerzas Armadas. Tras este cambio, aunque se reclutó a menos mujeres, éstas superaron a los hombres en varios ámbitos. Aunque disminuyó el número de mujeres en la administración, creció casi el doble en comunicaciones de alta tecnología.
En 1953, Shelly regresó a Bennington como directora de personal.En enero de 1954, dimitió del Ejército del Aire. Ese mismo año, empezó a trabajar para las Girl Scouts of the USA como directora de relaciones públicas. Se jubiló en 1966.

## Vida posterior y muerte
En 1967, Shelly y Hill empezaron a escribir un libro sobre Bennington.Aunque el libro no llegó a publicarse, los escritos de Shelly fueron ampliamente citados en los relatos sobre la Bennington School of Dance.
El 2 de agosto de 1976, Shelly fue hospitalizada repentinamente y el 5 de agosto falleció en el Hospital de Nueva York.